# Prvenstvo Splitskog nogometnog podsaveza 1955./56.
Prvenstvo Splitskog nogometnog podsaveza je u sezoni 1955./56. predstavljalo ligu trećeg ranga nogometmog prvenstva Jugoslavije. 
 
Sudjelovalo je 12 klubova, a ligu je osvojio "Jadran" iz Kaštel Sućurca.

## Ljestvica
| Poredak | Klub                  | Utakmica | Pobjeda | Neodlučeno | Poraza | Postigli golova | Primili golova | Gol-razlika | Bodova |
| ------- | --------------------- | -------- | ------- | ---------- | ------ | --------------- | -------------- | ----------- | ------ |
| 1.      | Jadran Kaštel Sućurac | 22       | 14      | 4          | 4      | 46              | 21             | +25         | 32     |
| 2.      | Dalmatinac Split      | 22       | 12      | 4          | 6      | 50              | 31             | +19         | 29     |
| 3.      | Zmaj Makarska         | 22       | 13      | 3          | 6      | 47              | 31             | +16         | 29     |
| 4.      | Orkan Dugi Rat        | 22       | 11      | 6          | 5      | 42              | 32             | +10         | 28     |
| 5.      | Slaven Trogir         | 22       | 7       | 8          | 7      | 42              | 40             | +2          | 22     |
| 6.      | Sloga Zadar           | 22       | 8       | 5          | 9      | 36              | 32             | +4          | 21     |
| 7.      | Val Kaštel Stari      | 22       | 8       | 4          | 10     | 44              | 48             | -4          | 20     |
| 8.      | Solin                 | 22       | 7       | 5          | 10     | 36              | 40             | -4          | 19     |
| 9.      | Junak Sinj            | 22       | 7       | 5          | 10     | 49              | 59             | -10         | 19     |
| 10.     | Dinara Knin           | 22       | 7       | 3          | 12     | 34              | 49             | -15         | 17     |
| 11.     | Radnički Šibenik      | 22       | 5       | 6          | 11     | 26              | 41             | -15         | 16     |
| 12.     | Sjever Split          | 22       | 4       | 4          | 14     | 28              | 56             | -28         | 12     |

## Rezultatska križaljka
| kratica | klub                  | DAL | DIN | JAD | JUN | ORK | RAD | SJE | SLA | SLO | SOL | VAL | ZMAJ |
| --- | --------------------- | --- | --- | --- | --- | --- | --- | --- | --- | --- | --- | --- | ---- |
| DAL | Dalmatinac Split      |     |     |     |     |     |     |     |     |     |     |     |      |
| DIN | Dinara Knin           |     |     |     |     |     |     |     |     |     |     |     |      |
| JAD | Jadran Kaštel Sućurac |     |     |     |     |     |     |     |     |     |     |     |      |
| JUN | Junak Sinj            |     |     |     |     |     |     |     |     |     |     |     |      |
| ORK | Orkan Dugi Rat        |     |     |     |     |     |     |     |     |     |     |     |      |
| RAD | Radnički Šibenik      |     |     |     |     |     |     |     |     |     |     |     |      |
| SJE | Sjever Split          |     |     |     |     |     |     |     |     |     |     |     |      |
| SLA | Slaven Trogir         |     |     |     |     |     |     |     |     |     |     |     |      |
| SLO | Sloga Zadar           |     |     |     |     |     |     |     |     |     |     |     |      |
| SOL | Solin                 |     |     |     |     |     |     |     |     |     |     |     |      |
| VAL | Val Kaštel Stari      |     |     |     |     |     |     |     |     |     |     |     |      |
| ZMAJ | Zmaj Makarska         |     |     |     |     |     |     |     |     |     |     |     |      |
| |                       |     |     |     |     |     |     |     |     |     |     |     |      |
| podebljan rezultat - utakmice od 1. do 11. kola (1. utakmica između klubova) rezultat normalne debljine - utakmice od 12. do 22. kola (2. utakmica između klubova) rezultat nakošen - nije vidljiv redoslijed odigravanja međusobnih utakmica iz dostupnih izvora rezultat nakošen i smanjen * - iz dostupnih izvora nije uočljiv domaćin susreta prekrižen rezultat - poništena ili brisana utakmica p - utakmica prekinuta 3:0 p.f. / 0:3 p.f. - rezultat 3:0 bez borbe |                       |     |     |     |     |     |     |     |     |     |     |     |      |

 Izvori: 

## Poveznice
- Grupno prvenstvo Splitskog nogometnog podsaveza 1955./56.